# Shazad Latif
Shazad Latif (ur. 8 lipca 1988 w Londynie jako Shazad Khaliq Iqbal) – brytyjski aktor teatralny, telewizyjny i filmowy.

## Życiorys

### Wczesne lata
Urodził się 8 lipca 1988 w Londynie w rodzinie, której przodkowie pochodzili z Azji Południowej, a także byli pochodzenia pakistańskiego, angielskiego i szkockiego. Jego ojciec, Javid Iqbal, był Pakistańczykiem. Shazad Latif kształcił się w szkole teatralnej Bristol Old Vic Theatre School. W czasach studenckich grał w takich przedstawieniach jak tragedia Williama Shakespeare’a Król Lear jako Książę Kornwalii oraz komedia Richarda Brinsleya Sheridana Szkoła obmowy jako Joseph Surface.

### Kariera
W 2009 po roku nauki opuścił szkołę, otrzymał wówczas propozycję zagrani roli analityka Tariqa Masooda w serialu produkowanym na zlecenie BBC One Tajniacy, w którym grał w siedemnastu odcinkach przez trzy sezony do 2011. Występował też w teatrze w spektaklach: Glengarry Glen Ross w Edynburgu i Mumbai Tales w Londynie.
W sitcomie Channel 4 Toast of London (2013–2015) otrzymał jedną z głównych ról jako hipster Clem Fandango, który zdobywa doświadczenie zawodowe w studiu nagraniowym. Pojawił się również w czterech odcinkach serialu BBC One Ordinary Lies (2015) jako mechanik Rick Ahmed.
W 2015 po raz pierwszy trafił na kinowy ekran jako Chandra Mahalanobis w dramacie biograficznym Człowiek, który poznał nieskończoność i jako Kushal w komediodramacie Drugi Hotel Marigold, będącym kontynuacją przeboju kinowego Hotel Marigold z Judi Dench i Maggie Smith.
W 2016 dołączył do obsady Domu grozy jako doktor Jekyll. W serialu CBS Star Trek: Discovery (2017–2019) wcielał się w podwójną rolę jako specjalista Ash Tyler oraz jako Klingon Voq.

## Filmografia

### Seriale TV
- 2009: Tajniacy jako Tariq Masood
- 2010: Cisza jako Yousef
- 2011: Comedy Lab jako Bobby
- 2011: Czarne lustro jako Mehdi Raboud
- 2012: Silk jako Ibrahim Ali
- 2013: My Mad Fat Diary jako dr Nick Kassar
- 2013: Toast of London jako Clem Fandango
- 2015: Ordinary Lies jako Rick O’Connor
- 2016: Dom grozy jako doktor Jekyll
- 2017: Star Trek: Discovery jako porucznik Ash Tyler / Voq

### Filmy
- 2014 Worricker – ostateczna rozgrywka (TV) jako Jez Nichols
- 2015: Drugi Hotel Marigold jako Kushal
- 2015: Człowiek, który poznał nieskończoność jako Chandra Mahalanobis
- 2018: Pasażer jako Vince